# حامد شامی
حامد شامی زاهر (انگلیسی: Hamed Shami Zaher؛ زادهٔ ۱۳ نوامبر ۱۹۸۴) بازیکن فوتبال اهل قطر است.

## باشگاهی
از باشگاه‌هایی که در آن بازی کرده‌است می‌توان به الغرافه اشاره کرد.

## تیم ملی
وی همچنین در تیم ملی فوتبال قطر بازی کرده‌است.